# Cykl pracy broni

Cykl pracy karabinka AK

Cykl pracy broni – zespół operacji powtarzających się podczas działania broni palnej. W skład cyklu pracy broni mogą wchodzić:
- donoszenie,
- podawanie,
- dosyłanie,
- ryglowanie,
- odpalenie,
- wyrzucenie pocisku z lufy,
- odryglowanie,
- ekstrakcja łuski,
- wyrzucenie łuski,
- przygotowanie mechanizmu uderzeniowego do odpalenia kolejnego naboju.

Operacje cyklu pracy broni mogą być wykonywane ręcznie (broń nieautomatyczna), półautomatycznie (broń półautomatyczna) lub automatycznie (broń automatyczna). Liczba cykli pracy broni w jednostce czasu jest miarą szybkostrzelności.